# Nõva
Nõva (em estoniano:  Nõva vald) é um município rural estoniano localizado na região de Läänemaa.